# Det här är bara början
Det här är bara början är det svenska dansbandet Elisa's debutalbum, släppt 9 februari 2011. I samband med albumsläppet gav bandet en gratiskonsert på Nya torget i Mariestad.
Singeln "Om du säger att du älskar mig" tog sig in på den svenska singellistan, där den låg i en vecka den 22 oktober 2010, på 59:e plats . Titelspåret, hämtat från Dansbandskampen 2010, gick in på Svensktoppen den  9 januari 2011. Den 5 juni samma år fick man in låten "En stjärna föll för oss" på listan.
Albumet toppade den svenska albumlistan den 18 februari 2011.
Albumet sålde guld i Sverige.

## Låtlista
| Nr  | Titel                                            | Låtskrivare                                        | Längd |
| --- | ------------------------------------------------ | -------------------------------------------------- | ----- |
| 1.  | "Om du säger att du älskar mig"                  | Henrik Sethsson, Kent Liljefjäll, Ulf Georgsson    | 2.53  |
| 2.  | "Utan dina andetag"                              | Joakim Berg                                        | 3.22  |
| 3.  | "För det här är bara början"                     | Lasse Holm                                         | 3.10  |
| 4.  | "Gråt inga tårar"                                | Åke Hallgren                                       | 2.48  |
| 5.  | "Varenda veranda"                                | Pontus Wennerberg, Måns Zelmerlöw                  | 2.45  |
| 6.  | "Human"                                          | Brandon Flowers, Dave Keuning, Ronnie Vannucci     | 3.12  |
| 7.  | "Säg inte nej!"                                  | Sarah Dawn Finer, Peter Hallström                  | 3.07  |
| 8.  | "Lovar och svär"                                 | Kent Liljefjäll, Henrik Sethsson, Thomas G:son     | 2.53  |
| 9.  | "Vågar också du tro på kärleken"                 | Ulf Georgsson, Tomas Edström                       | 3.14  |
| 10. | "Leende guldbruna ögon" ("Beautiful Brown Eyes") | Trad. Arr., Olle Bergman                           | 2.55  |
| 11. | "Jag väntar här"                                 | Karl-Ola Kjellholm, Jimmy Jansson                  | 3.07  |
| 12. | "När du vaknar är jag hos dig"                   | Lars Berghagen, Tage Borgmästars, Thomas Enroth    | 3.00  |
| 13. | "En stjärna föll för oss"                        | Kent Liljefjäll, Lotta Liljefjäll, Henrik Sethsson | 3.37  |
| 14. | "Tusen och en natt"                              | Lars "Dille" Diedricson, Gert Lengstrand           | 2.54  |

## Medverkande
- Elisa Lindström – Sång, trumpet
- Markus Frykén  – Gitarr
- Petter Ferneman  – Bas och dragspel
- Robert Lundh  – Klaviatur
- Daniel Wallin – Trummor

## Listplaceringar
| Lista (2011) | Topplacering |
| ------------ | ------------ |
| Sverige      | 1            |

### Fotnoter
1. 1 2  Elisas 7 februari 2011 - Releaseparty på torget i Mariestad Arkiverad 11 februari 2011 hämtat från the Wayback Machine.
2. ↑  ”Det här är bara början”. Svensk mediedatabas. 10 augusti 2011. http://smdb.kb.se/catalog/id/002698166. Läst 15 februari 2011.[död länk]
3. ↑  Listplacering
4. ↑  ”Svensktoppen”. 9 januari 2011. http://sverigesradio.se/sida/topplista.aspx?programid=2023&date=2011-01-09. Läst 5 juni 2011.
5. ↑  ”Svensktoppen”. 5 juni 2011. http://sverigesradio.se/sida/topplista.aspx?programid=2023&date=2011-06-05. Läst 5 juni 2011.
6. ↑  ”Lionheart International”. 10 maj 2011. http://www.lionheart-int.com/news.asp?newsItem=37700&LastPage=news.asp&. Läst 11 maj 2011.[död länk]
7. ↑  Listplacering